# رودبهن (خبر بافت)
رودبهن (بالفارسية: رودپهن) هي مستوطنة تقع في إيران في Khabar Rural District. يقدر عدد سكانها بـ 44 نسمة بحسب إحصاء 2016.